# Sciophila lutea
Sciophila lutea är en tvåvingeart som beskrevs av Macquart 1826. Sciophila lutea ingår i släktet Sciophila och familjen svampmyggor. Arten är reproducerande i Sverige. Inga underarter finns listade i Catalogue of Life.